# Степно-Баджейский сельсовет
Степно-Баджейский сельсовет - сельское поселение в Манском районе Красноярского края.
Административный центр - село Степной Баджей.

## Население
| 2010 | 2012 | 2013 | 2014 | 2015 | 2016 | 2017 |
| ---- | ---- | ---- | ---- | ---- | ---- | ---- |
| 460  | ↘451 | →451 | ↘446 | ↗452 | ↘449 | ↘444 |

## Состав сельского поселения
В состав сельского поселения входят 3 населённых пункта:
| № | Населённый пункт | Тип населённого пункта       | Население |
| - | ---------------- | ---------------------------- | --------- |
| 1 | Кирза            | деревня                      | 138       |
| 2 | Нововасильевка   | деревня                      | 39        |
| 3 | Степной Баджей   | село, административный центр | 283       |